# Shō Nei
Shō Nei (尚寧, 1564-1620) est un souverain du royaume de Ryūkyū (actuelle préfecture d'Okinawa au Japon) de 1587 à 1620. Il occupe le trône en 1609 lors de l'invasion de Ryūkyū et est le premier roi de Ryūkyū vassal du clan Shimazu de Satsuma, domaine féodal japonais.
Shō Nei est l'arrière petit-fils de Shō Shin (尚真, r. 1477–1526) et le fils adoptif de Shō Ei (尚永, r. 1573–1586).

## Biographie
Tôt au cours du règne de Shō Nei, le seigneur de guerre japonais Toyotomi Hideyoshi prépare l'invasion de la Corée. Par des messagers de Satsuma, il ordonne au royaume de fournir des guerriers en vue de son plan d'invasion, ce qui est refusé. Il commande également que le royaume de Ryūkyū suspende temporairement ses missions officielles en Chine. Une mission se rend cependant à Pékin, dans le cadre des activités relatives à l'investiture officielle de Shō Nei et les fonctionnaires de la cour chinoise sont informés des préparatifs de Hideyoshi. Peu de temps après, Shō Nei envoie une missive à Hideyoshi, comme c'est la coutume à l'installation d'un nouveau souverain. Il félicite officiellement Hideyoshi d'avoir réussi dans son entreprise de conquête du Japon, d'avoir rétabli la paix et la prospérité dans le royaume, et envoie avec la missive un cadeau consistant en produits laqués chinois Ming. La lettre fait référence aux îles Ryūkyū comme un « petit et humble royaume insulaire [qui], en raison de sa grande distance et du manque de fonds pour ce faire, n'a pas rendu l'hommage qui vous est dû ». Shimazu Yoshihisa, daimyo de Satsuma, suggère alors que Ryūkyū soit autorisé à fournir de la nourriture et autres produits au lieu de main-d'œuvre. Hideyoshi accepte cette proposition, mais Shō Nei l'ignore et n'envoie pas de fournitures.
À la suite du décès de Hideyoshi en 1598 et de l'accession au pouvoir conséquente de Tokugawa Ieyasu, Satsume demande à Shō Nei de faire officiellement soumission au nouveau shogunat, demande qui reste également sans réponse.
Le domaine de Satsuma envahi les îles Ryūkyū au début de 1609 et Shō Nei se rend le cinquième jour du quatrième mois lunaire. Shō Nei est emmené, avec un certain nombre de ses officiels, au château de Sunpu pour rencontrer le shogun retiré Tokugawa Ieyasu, puis à Edo pour une audience formelle avec le shogun Tokugawa Hidetada et enfin à Kagoshima où il est forcé de se rendre officiellement et de prononcer un certain nombre de serments au clan Shimazu. À Edo, le shogun déclare que Shō Nei doit être autorisé à rester au pouvoir en raison de la longue histoire du règne de sa lignée sur les îles.
C'est la première fois que le souverain d'un pays étranger vient au Japon et Shimazu Tadatsune, daimyo de Satsuma, fait en sorte de profiter pour lui-même de la valeur politique de l'occasion. Ses successeurs continueront à faire usage de leur statut de seul daimyō ayant un roi étranger comme vassal afin de se garantir pour eux-mêmes de plus grands privilèges politiques, des allocations et le classement auprès de la cour. En 1611, deux ans après l'invasion, le roi rentre dans son château de Shuri, une fois Tadatsune et ses conseillers satisfaits qu'il respectera les serments qu'il a jurés.

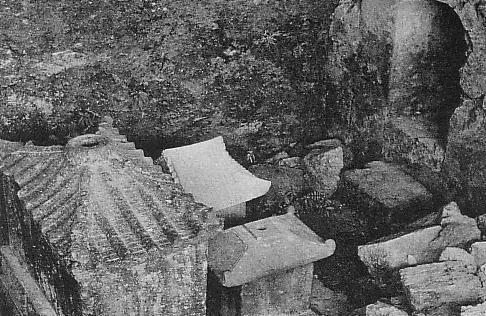
Sarcophage de pierre du roi Shō Nei

Bien que le domaine de Satsuma exerce d'abord une forte autorité, décide de la politique des Ryūkyū et purge le gouvernement royal de ceux perçus comme déloyaux envers Satsuma, il est mis un terme à cette pratique en 1616. Les mesures de « japonisation » sont annulées à la demande de Satsuma, et Shō Nei se voit une fois de plus formellement accordé la primauté sur son royaume. Pendant le reste de son règne, il continue d'assumer tous les attributs de l'autorité royale et exerce un grand pouvoir sur son domaine dans les cadres fixés par Satsuma.
À sa mort, Shō Nei n'est pas enterré dans le mausolée royal de Shuri mais au château d'Urasoe. Selon la croyance populaire, c'est parce qu'il sentait qu'en succombant à l'invasion de Satsuma, il s'était profondément déshonoré devant ses ancêtres et était inapte à être enterré avec eux. Cependant, Shō Nei est originaire de Urasoe, aussi une explication plus prosaïque est-elle peut-être plus vraisemblable.

## Les serments
Shō Nei est contraint de prêter un certain nombre de serments pendant son séjour à Kagoshima, tandis que lui et son royaume sont officiellement faits vassaux du clan Shimazu. Ce qui est appelé les « Quinze injonctions » (掟十五ヶ条, Okite jūgo-ka-jō) fait partie des questions politiques et diplomatiques les plus importantes. Elles stipulent, entre autres dispositions, que Ryūkyū n'engagera pas de relations commerciales ou diplomatiques avec des États étrangers sans le consentement de Satsuma. Ces politiques, avec les restrictions maritimes et d'autres dispositions, régissent la situation intérieure de Ryūkyū et ses relations étrangères pendant plus de 250 ans.
Shō Nei et les membres de son sanshikan (« Conseil des trois ») sont également tenus de jurer que le royaume est depuis longtemps une dépendance de Satsuma (un mensonge), et qu'ils reconnaissent que leur échec ces dernières années à se comporter à la hauteur de leurs obligations vis-à-vis de Satsuma a amené cette invasion, mesure punitive sur eux-mêmes. Le serment reconnaît ensuite la bienveillance de Satsuma en permettant au roi et à ses conseillers de retourner dans leur royaume, et de continuer à gouverner. Shō Nei jure de transmettre ces serments à ses descendants, assurant ainsi la permanence relative de la relation vassal-seigneur dans laquelle le royaume de Ryūkyū est entré avec Satsuma.